# Боэро, Хорхе
Хорхе Андрес Мартинес Боэро (исп. Jorge Andrés Martínez Boero; 3 июля 1973, Сан-Карлос-де-Боливар, Буэнос-Айрес — 1 января 2012, Мар-дель-Плата, Буэнос-Айрес) — аргентинский мотогонщик, участвовавший в 2011 год и в 2012 году в ралли Дакар. Умер в результате несчастного случая во время первого этапа гонки в 2012 году. 38-летний гонщик упал с мотоцикла на 55 километре спецучастка между городами Некочеа и Энергия.